# Étienne Tshisékédi wa Mulumba

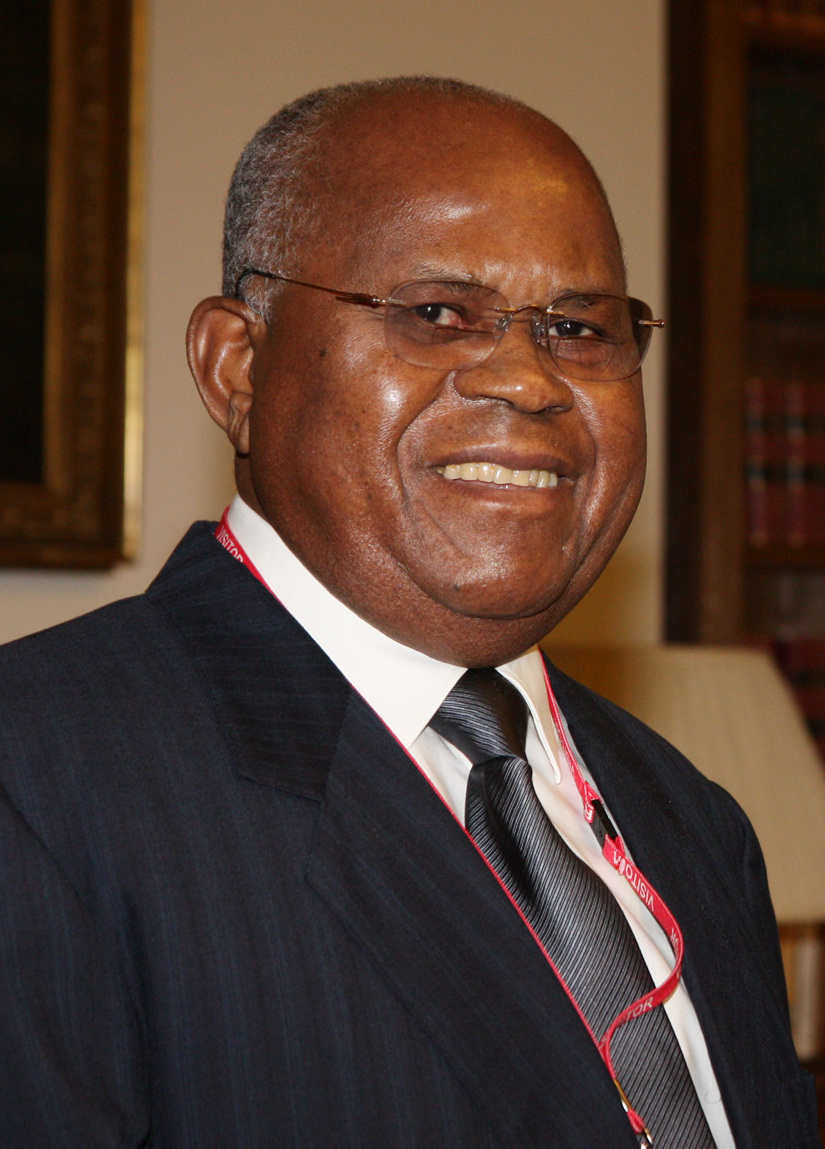
Étienne Tshisékédi wa Mulumba 2011.

Étienne Tshisékédi wa Mulumba, född 14 december 1932 i Kananga (dåvarande Luluabourg i Belgiska Kongo), död 1 februari 2017 i Bryssel i Belgien, var en Kinshasa-kongolesisk politiker. Han var partiledare för det kongolesiska partiet Unionen för demokrati och social utveckling, och den främste oppositionsledaren i landet under lång tid.
1991 utnämndes han till premiärminister i dåvarande Zaire, och blev samtidigt chef för de väpnade styrkorna, en myndighet han dock snart blev fråntagen. Han avsattes som premiärminister av president Mobutu 1993, vilket utlöste en ihållande politisk kris i Zaire. 1997 utnämndes han återigen till premiärminister av nationalförsamlingen, men avsattes av Mobutu innan han tillträdde. Han arresterades av den nya regimen 1998.